# Болдырев, Анатолий Сергеевич
Анатолий Сергеевич Болдырев (26 августа 1909, Тверь, Российская империя — 1 июня 2001, Москва) — советский государственный деятель, управляющий делами СНК РСФСР (1943—1946), министр промышленности строительных материалов РСФСР (1953—1957), лауреат Премии Совета Министров СССР, депутат Верховного Совета РСФСР.

## Биография
Анатолий Болдырев родился 26 августа 1909 года в Твери. В 1931 году он окончил силикатное отделение Московского политехникума, после чего работал различных цементных заводах СССР. С 1932 года работал старшим инженером в объединении «Союзцемент», с 1937 года — начальником группы научно-исследовательских работ Главцемента Народного комиссариата тяжёлой промышленности СССР, с 1939 года — начальником отдела и одновременно заместителем главного инженера «Главостокцемента», с 1940 года — старшим инженером «Экономцемента» Совета Народных Комиссаров СССР.
В начале Великой Отечественной войны ушёл на фронт добровольцем. В октябре 1941 года отозван с фронта и направлен на руководство эвакуацией ряда учреждений и предприятий из Московской области и Ленинграда. С 1942 года начальник группы инженерного вооружения РККА в Управлении делами СНК СССР. В 1943 году назначен управляющим делами Совета Народных Комиссаров РСФСР. В 1946—1948 годах работал помощником Алексея Николаевича Косыгина, в то время заместителя Председателя Совета Министров СССР.
В 1948—1958 годах Болдырев занимал должность заместителя министра финансов СССР. По другим сведениям, в 1953 году занял должность министра промышленности строительных материалов РСФСР, в том же году окончил Московский заочный ининститут стройматериалов. В период до 1964 года занимал также должности заместителя председателя научно-технического комитета Совета Министров РСФСР, первого заместителя председателя и председателя Госстроя РСФСР.
С 1964 года занимал должность первого заместителя председателя Государственного комитета по промышленности строительных материалов СССР, а с 1965 года — первого заместителя министра промстройматериалов СССР. В 1981 году вышел на пенсию, персональный пенсионер союзного значения, принимал активное участие в работе научно-технических советов разных центральных ведомств, являлся почетным членом Всесоюзного химического общества имени Д. И. Менделеева, много лет избирался членом Президиума и членом правления этого общества.
Был депутатом Верховного Совета РСФСР. В 1979—1984 годах член Комитета по Ленинским и Государственным премиям.
Под руководством Болдырева была значительно развита цементная отрасль СССР, проводились всесоюзные и международные совещания по вопросам этой отрасли. Работал в редколлегии журнала «Строительные материалы» и «Горной энциклопедии», автор либо соавтор более чем 120 статей и книг.
Умер 1 июня 2001 года, похоронен на Новодевичьем кладбище Москвы.

## Награды
- Лауреат премии Совета Министров СССР (1979).
- Орден Октябрьской Революции.
- Четыре ордена Трудового Красного Знамени.
- Орден Отечественной войны 2-й степени.
- Орден «Знак Почёта».
- 14 медалей[1].